# Casa Nova de Fogueres
Casa Nova de Fogueres és una obra de Riells i Viabrea (Selva) inclosa a l'Inventari del Patrimoni Arquitectònic de Catalunya.

## Descripció
Està situada a la plana de Riells, prop de la carretera.
És un edifici de dues plantes amb vessants a laterals. La façana principal presenta un portal quadrangular amb llinda monolítica amb una petita teulada de protecció. La resta d'obertures són simples alguna amb llinda de fusta i les de la planta baixa tenen reixa de ferro de protecció. Al costat esquerre s'hi ha adossat perpendicularment un cobert de nova construcció. El parament és arrebossat sense pintar.
La façana posterior és de pedra vista i s'observen algunes finestres emmarcades amb pedra.
Molt a prop hi ha una petita construcció que era l'antiga pallissa, de planta quadrada i coberta a vessant a façana posterior. La construcció ha estat restaurada i tancada amb un portal metàl·lic. Davant hi ha una petita era circular amb mur perimetral i el paviment ha refet.
Al darrere de la casa hi ha les pistes de tenis i el restaurant Casa Nova.

## Història
Fins a l'any 1965 hi vivia la família Riera que n'eren els masovers i propietaris. A partir d'aquesta data va ser llogada i utilitzada com a segona residència. L'any 1967 es va construir un club esportiu amb pistes de tenis i piscina i dos anys més tard es va fer el restaurant. L'any 1993 es va vendre el restaurant i les instal·lacions a la família Montsant.